# Домінік Цетнер
Домінік Цетнер із Чертвиць (пол. Dominik Cetner; бл. 1730 — 1804) — польський шляхтич, урядник, політичний діяч Королівства Польського, граф Габсбурзької монархії. Підписувався як «пан на Гусятині, Свіржі, Княгиничах». Представник роду Цетнерів гербу Пшерова.

## Життєпис
Народився близько 1730 року. Син щуровицького старости Станіслава Цетнера та його дружини Ружі з Домбровських (пол. Róża Dąbrowska). Мав сестру Кунегунду, яка стала черницею кармелітського монастиря у Львові.
Його обирали послом від Галицької землі на безрезультатні сейми 1752 (Городня), 1754, 1756, 1758, 1760 років, на яких не брав слова. Депутат Коронного трибуналу в 1760—1761 роках, працював для прав та користі суспільства, за що його винагородив король (звільнення його Свіржа після пожежі від сплати податків на 3 роки). На Галицьких сеймиках прислуговував шефу двірської партії Єжи Августові Мнішеку; певно, для оборони своїх прихильників дав вибрати себе до каптурового суду 30 січня 1764 року в період безкоролів'я. Як заможний посесор разом із п'ятьма Потоцькими видав маніфест проти конвокації 28 липня 1764 року й увійшов як «консиліяр» до складу опозиційної Галицької конфедерації. Перебуваючи переважно у Львові, до Барської конфедерації явно не належав, але не міг пробачити королю Станіславові Августові перемоги над Сасами. Почував себе в закордонному тоді Львові (після 1772 року) гірше, як у Варшаві, казав, що «монарху ближче всілякий мотлох, ніж гідна шляхта» (1774 року). Але прийняв 1775 року відзнаку — орден святого Станіслава, а 1780 року від імператора Йозефа ІІ отримав дідичний титул графа, гідність галицького магната.
Відомий єдиний його уряд (посада) — стоцький староста, зокрема, 1758 року.
Помер у 1804 році.

### Сім'я
Дружина — Антоніна Ожґа (пол. Antonina Ożga), дочка романівського старости; одружилися 1765 року. Діти:
- Анджей — посол до Галицького станового сейму,
- Іґнацій Евґеніуш — стоцький староста, нагороджений орденом святого Станіслава[2].